# Hank Azaria
Henry Albert Azaria (New York, 25 aprile 1964) è un attore, comico e doppiatore statunitense, noto per prestare la voce a vari personaggi nella serie animata I Simpson.

## Biografia
Proviene da una famiglia di ebrei e i nonni sono originari della città di Salonicco in Grecia. Fra il 1981 e il 1985 ha frequentato la Tufts University di Medford (Massachusetts). Nel corso della sua carriera ha vinto i prestigiosi Emmy Awards in qualità di doppiatore. Nella sitcom animata I Simpson è stato lo storico doppiatore di personaggi come Apu Nahasapeemapetilon (1990-2020), Boe Szyslak, il commissario Winchester, il sovrintendente Chalmers, Carl Carlson e molti altri. Nel 1998 ha interpretato il video-reporter Victor "Animal" Palotti nel film Godzilla. Ha recitato nel film I Puffi (2011) nel ruolo del malvagio e pasticcione mago Gargamella, e nel suo sequel del 2013.

## Vita privata
Nel 1999 ha sposato l'attrice Helen Hunt, dalla quale ha divorziato l'anno successivo. Nel 2007 si è sposato in seconde nozze con l'attrice Katie Wright, dalla quale ha avuto un figlio, Hal (2009).

## Filmografia parziale

### Attore

#### Cinema
- Cool Blue, regia di Mark Mullin e Richard Shepard (1990)
- Pretty Woman, regia di Garry Marshall (1990)
- Quiz Show, regia di Robert Redford (1994)
- Amiche per sempre (Now and Then), regia di Lesli Linka Glatter (1995)
- Heat - La sfida (Heat), regia di Michael Mann (1995)
- Piume di struzzo (The Birdcage), regia di Mike Nichols (1996)
- L'ultimo contratto (Grosse Pointe Blank), regia di George Armitage (1997)
- Paradiso perduto (Great Expectations), regia di Alfonso Cuarón (1998)
- Godzilla, regia di Roland Emmerich (1998)
- Celebrity, regia di Woody Allen (1998)
- Homegrown - I piantasoldi (Homegrown), regia di Stephen Gyllenhaal (1998)
- Il prezzo della libertà (Cradle Will Rock), regia di Tim Robbins (1999)
- Mystery Men, regia di Kinka Usher (1999)
- Mistery, Alaska, regia di Jay Roach (1999)
- I perfetti innamorati (America's Sweetheart), regia di Joe Roth (2001)
- Bark!, regia di Kasia Adamik (2002)
- L'inventore di favole (Shattered Glass), regia di Billy Ray (2003)
- ...e alla fine arriva Polly (Along Came Polly), regia di John Hamburg (2004)
- Palle al balzo - Dodgeball (Dodgeball: A True Underdog Story), regia di Rawson Marshall Thurber (2004)
- Eulogy, regia di Michael Clancy (2004)
- The Grand, regia di Zak Penn (2007)
- Run Fatboy Run, regia di David Schwimmer (2007)
- Una notte al museo 2 - La fuga (Night at the Museum: Battle of the Smithnsonian), regia di Shawn Levy (2009)
- Anno uno (Year One), regia di Harold Ramis (2009)
- Amore & altri rimedi (Love and Other Drugs), regia di Edward Zwick (2010)
- I Puffi (The Smurfs), regia di Raja Gosnell (2011)
- Lovelace, regia di Rob Epstein e Jeffrey Friedman (2013)
- I Puffi 2 (The Smurfs 2), regia di Raja Gosnell (2013)
- L'incredibile vita di Norman (Norman: The Moderate Rise and Tragic Fall of a New York Fixer), regia di Joseph Cedar (2016)

#### Televisione
- Casa Keaton (Family Ties) – serie TV, episodio 7x02 (1988)
- Willy, il principe di Bel-Air (The Fresh Prince of Bel-Air) – serie TV, episodio 1x06 (1990)
- Ma che ti passa per la testa? (Herman's Head) – serie TV, 72 episodi (1991-1994)
- Friends – serie TV, 5 episodi (1994-2003)
- Innamorati pazzi (Mad About You) – serie TV, 14 episodi (1995-1999)
- A prova di errore (Fail Safe), regia di Stephen Frears (2000)
- La rivolta (Uprising), regia di Jon Avnet – film TV (2001)
- Huff – serie TV, 26 episodi (2004-2006)
- Free Agents – serie TV, 8 episodi (2011)
- Ray Donovan – serie TV, 14 episodi (2013-2016)
- The Wizard of Lies, regia di Barry Levinson – film TV (2017)
- Brockmire – serie TV, 32 episodi (2017-2020)
- Maniac – miniserie TV, puntate 2-3-10 (2018)
- The Idol – serie TV, 5 episodi (2023)
- Hello Tomorrow! – serie TV, 10 episodi (2023-)

### Doppiatore
- I Simpson (The Simpsons) – serie animata, 756 episodi (1989-in corso)
- Spider-Man: The Animated Series (Spider-Man) – serie animata, 8 episodi (1994-1996)
- Anastasia, regia di Don Bluth e Gary Goldman (1997)
- Bartok il magnifico (Bartok the Magnificent), regia di Don Bluth e Gary Goldman (1999)
- Anastasia: Adventures with Pooka and Bartok - videogioco (1999)
- I Simpson - Il film (The Simpsons Movie), regia di David Silverman (2007)
- Una notte al museo 2 - La fuga (Night at the Museum: Battle of the Smithnsonian), regia di Shawn Levy (2009)
- Hop, regia di Tim Hill (2011)
- Happy Feet 2 (2011)
- I Griffin (Family Guy) – serie animata, 4 episodi (2013-2019)
- Bordertown – serie animata, 13 episodi (2016)
- The Electric State, regia di Anthony e Joe Russo (2025)

## Doppiatori italiani
Nelle versioni in italiano delle opere in cui ha recitato, Hank Azaria è stato doppiato da:
- Francesco Prando in Celebrity, La rivolta, Run Fatboy Run, Hello Tomorrow!
- Pasquale Anselmo in Piume di struzzo, L'inventore di favole, Life & Beth
- Stefano Benassi in Amiche per sempre, Huff, Amore & altri rimedi
- Marco Mete in Heat - La sfida, L'incredibile vita di Norman, La fantastica signora Maisel
- Stefano Mondini in Pretty Woman, Quiz Show
- Oreste Baldini in Innamorati pazzi, The Idol
- Francesco Pannofino in Godzilla, Homegrown - I piantasoldi
- Paolo Buglioni ne I Puffi, I Puffi 2
- Franco Mannella in Lovelace, Il fuoco del peccato
- Massimo Rossi in Ma che ti passa per la testa?
- Francesco Bulckaen in Friends (ep. 1x10)
- Giorgio Lopez in Friends (ep. 7x11, 9x06, 9x22, 9x23)
- Carlo Cosolo in L'ultimo contratto
- Mauro Gravina in Paradiso perduto
- Antonio Sanna ne Il prezzo della libertà
- Mino Caprio in Mystery Men
- Roberto Chevalier in Mistery, Alaska
- Marco Balbi in A prova di errore
- Saverio Moriones ne I perfetti innamorati
- Marco Rasori in ...e alla fine arriva Polly
- Roberto Draghetti in Palle al balzo - Dodgeball
- Pino Insegno in Una notte al museo 2 - La fuga (Kahmunrah)
- Renato Mori in Anno uno
- Antonio Palumbo in Ray Donovan
- Sergio Lucchetti in The Wizard of Lies
- Enrico Di Troia in Maniac
- Gianni Giuliano in  Super Pumped

Da doppiatore è sostituito da:
- Silvio Anselmo ne I Simpson, (Uomo dei fumetti; Capitano McAllister, ep. 6.25+; Kirk Van Houten, seconda voce; Serpente, st. 10), I Simpson - Il film (Uomo dei fumetti), The Cleveland Show, I Simpson in Plusaversary (Capitano McAllister)
- Fabrizio Vidale ne I Simpson (Carl Carlson, st. 3-5), Anastasia, Bartok il magnifico
- Teo Bellia ne I Simpson (Boe Szyslak, st. 9+; Disco Stu, seconda voce), I Simpson - Il film, I Simpson in Plusaversary (Boe Szyslak)
- Angelo Maggi ne I Simpson (Clancy Winchester, ep. 5x05+), I Simpson - Il film (Clancy Winchester)
- Manfredi Aliquò ne I Simpson (Apu Nahasapeemapetilon), I Simpson - Il film (Apu Nahasapeemapetilon)
- Enrico Di Troia ne I Simpson (Carl Carlson, ep. 9x13+; Lou st. 34+), I Simpson - Il film (Carl Carlson)
- Marco Bolognesi in I Simpson (Carl Carlson, st. 6-7), Spider-Man - L'Uomo Ragno
- Enzo Avolio ne I Simpson (Clancy Winchester, ep. 1x01-5x04; Lou (st. 30-33)
- Pierluigi Astore ne I Simpson (Clancy Winchester, ridoppiaggio DVD ep. 4x18)
- Christian Iansante ne I Simpson (Dr. Nick Riviera; 1-16; 18+)
- Gianfranco Miranda ne I Simpson (Dr. Nick Riviera, st. 17)
- Francesco Pezzulli ne I Simpson (Dr. Nick Riviera, ep. 12x03; Apu Nahasapeemapetilon, ep. 3×19; Clancy Winchester, ep. 3x19)
- Giuliano Santi ne I Simpson (Dr. Nick Riviera, ridoppiaggio DVD ep. 4x18)
- Mino Caprio ne I Simpson (Boe Szyslak, st. 1-7)
- Pino Insegno ne I Simpson (Boe Szyslak, st. 8)
- Massimiliano Plinio ne I Simpson (Boe Szyslak, ridoppiaggio DVD ep. 4x18)
- Davide Marzi ne I Simpson (Disco Stu, terza voce; Uomo dei fumetti, ep. 2x21)
- Piero Tiberi ne I Simpson (Capitano McAllister, 4x08-6x24)
- Renzo Stacchi ne I Simpson (Capitano McAllister, ridoppiaggio DVD ep. 4x18)
- Maurizio Romano ne I Simpson (Prof. Frink, st. 1-4)
- Davide Lepore ne I Simpson (Prof. Frink, st. 5-12)
- Maurizio Reti ne I Simpson (Prof. John Frink, st. 13-32; Kirk Van Houten, prima voce)
- Marco Bresciani ne I Simpson (Carl Carlson, st. 1-2)
- Roberto Stocchi ne I Simpson (Carl Carlson, st. 8, ep. 9x04-9x12; Serpente, st. 8-9; Drederick Tatum)
- Angelo Nicotra ne I Simpson (Sovrintendente Chalmers, ep. 4x20-15x12)
- Mimmo Maugeri ne I Simpson (Sovrintendente Chalmers, ep. 15x13-17x13)
- Roberto Draghetti ne I Simpson (Sovrintendente Chalmers, st.15; 17-31; Serpente, st. 14-31; Drederick Tatum, voce ricorrente)
- Gianfranco D'Angelo ne I Simpson (Sovrintendente Chalmers, ep. 5x19)
- Paolo Marchese ne I Simpson (Serpente, st. 7)
- Nanni Baldini ne I Simpson (Serpente, st. 11-13)
- Paolo Vivio ne I Simpson (Drederick Tatum, voce ricorrente)
- Giorgio Lopez ne I Simpson (Duffman, ep. 9x01)
- Roberto Certomà ne I Simpson (Duffman, ep. 12x15)
- Nino D'Agata ne I Simpson (Lou, st. 8-29)
- Danilo De Girolamo ne I Simpson (Uomo ape, ep. 7x21)
- Massimo Lodolo ne I Simpson (Luigi Risotto, voce ricorrente)
- Dario Penne ne I Simpson (Anthony Hopkins)
- Luca Ward ne I Simpson (Nick Fury)
- Gino La Monica ne I Simpson (Il Pastorone, ep. ep. 20x15, 21x21)
- Michele Kalamera ne I Simpson (Il Pastorone, ep. 24x18)
- Roberto Fidecaro ne I Simpson (Serpente, st. 32+)
- Stefano Alessandroni ne I Simpson (Sovrintendente Chalmers, st. 32+)
- Vittorio Amandola in Futurama
- Paolo Torrisi in Anastasia: Adventures with Pooka and Bartok
- Stefano Albertini in Drawn Together
- Rodolfo Bianchi in Una notte al museo 2 - La fuga (Abraham Lincoln)
- Fabrizio Pucci in Una notte al museo 2 - La fuga (Il pensatore)
- Stefano Benassi in Hop (Carlos)
- Franco Mannella in Hop (Phil)
- Massimo De Ambrosis in Bordertown
- Matteo Di Lillo ne I Simpson in Plusaversary (Pippo)
- Antonio Palumbo in The Electric State